# Olympische Sommerspiele 1972/Teilnehmer (Lesotho)
| Gelbes Symbol für Goldmedaillen mit stilisierten Olympischen Ringen | Graues Symbol für Silbermedaillen mit stilisierten Olympischen Ringen | Braundes Symbol für Bronzemedaillen mit stilisierten Olympischen Ringen |
| ------------------------------------------------------------------- | --------------------------------------------------------------------- | ----------------------------------------------------------------------- |
| —                                                                   | —                                                                     | —                                                                       |

Lesotho nahm bei den Olympischen Sommerspielen 1972 in München zum ersten Mal an Olympischen Spielen teil. Bei seinem Debüt wurde das Land durch einen Sportler vertreten.

## Teilnehmer nach Sportarten

### Leichtathletik
- Motsapi Moorosi
100 Meter: Vorläufe
200 Meter: Viertelfinale